# Sadie Plant
Sadie Plant (Birmingham, 16 de març de 1964) és una filòsofa i escriptora anglesa. Al llarg de la seva carrera ha explorat qüestions que defineixen el món contemporani, com les drogues, la cultura musical, el ciberfeminisme i també les transformacions tecnològiques, culturals i econòmiques de la societat actual.
Graduada en Filosofia per la Universitat de Manchester, ha estat professora del departament d'Estudis Culturals de la Universitat de Birmingham. Des de 1995, forma part de l'equip d'investigadors de la Cybernetic Culture Research Unit a la Universitat de Warwick (Regne Unit). Actualment, dirigeix aquest grup de recerca i és docent del Master en Belles Arts del Birmingham Institute of Art and Design.
Plant també és autora de diversos llibres com The Most Radical Gesture: The Situationist International in a Postmodern Age (1992), Zeroes + Ones: Digital Women and the New Technoculture (1998), Writing on Drugs (2001) i On the Mobile: The Effects of Mobile Telephones on Social and Individual Life (2001).